# NSU 2½-Tonner
Der NSU 2½-Tonner war ein LKW, den die Neckarsulmer Fahrzeugwerke Aktiengesellschaft in den Jahren 1914 bis 1926 bauten. Er wurde aus dem PKW-Modell 14/40 PS entwickelt.
Der wassergekühlte Motor war ein Vierzylinder-Blockmotor mit einem Hubraum von 3380 cm³ (Bohrung × Hub = 91 × 130 mm), der 42 PS (31 kW) bei 1700/min leistete. Der Motor hatte eine dreifach gelagerte Kurbelwelle, Magnetzündung, Druckumlaufschmierung und gegengesteuerte Ventile. Der Kraftstofftank lag hinten. Der Kraftstoff wurde durch die Auspuffgase gefördert, wobei ein Teil der Auspuffgase in den dicht verschlossenen Tank geleitet wurde, dort einen leichten Überdruck erzeugte und so dafür sorgte, dass der Kraftstoff nach vorne zum Vergaser strömte. Die Motorkraft wurde über eine Lamellenkupplung im Ölbad, ein Vierganggetriebe mit rechts angebrachter Kulissenschaltung und eine Kardanwelle auf die Hinterräder übertragen. Der Radstand der Wagen betrug 3805 mm, ihre Spurweite 1500 mm und das Leergewicht 2200 kg. Die Höchstgeschwindigkeit lag bei etwa 35 km/h.
Der vollgummibereifte Wagen war mit einer Pritsche, teilweise mit Spriegeln und Plane oder auch mit einem geschlossenen Kasten bestückt. Er wurde anfangs nur für das Heer gebaut, war aber ab 1921 in modifizierter Ausführung auch für private Käufer verfügbar. Besonders geeignet war er für Speditionsunternehmen, die bisher nur Pferdefuhrwerke betrieben hatten: Die Betriebskosten lagen laut Berechnungen des Herstellers bei nur 0,275 RM/km, während die eines Pferdefuhrwerks bei 0,63 RM/km lagen. 1926 wurde der Bau des 2½-Tonners ohne Nachfolger eingestellt.